# Рэдэуци
Рэдэу́ци, Радовцы (рум. Rădăuţi, Рэдэуць) — город в южной Буковине на реке Теплица в румынском жудеце Сучава.

## История
Радовцы, по-румынски — Rădăuți, по-немецки — Radautz, по-украински - Радівці, ранее город в австрийской провинции Буковине. Жителей на 1890 год — 12 895 человек, в том числе 3 506 православных (большей частью румын), 4 712 католиков и 4 235 евреев. В городе имелся городской православный собор с надгробными памятниками молдавских князей — предков господаря Стефана Великого. В городе было производство машин, писчей бумаги, пива, водки, кож и экипажей. Огромный казённый конный завод.

## Города-побратимы
- Понто-Комбо[рум.], Франция (декабрь 1989)[2]
- Каминья, Португалия (29 мая 1998)
- Байльштайн, Германия (29 мая 1998)
- Рагуза, Италия (29 мая 1998)
- Бричаны, Молдавия (29 мая 1998)
- Дрокия, Молдавия (21 июня 2001)
- Коломыя, Украина (19 июня 2002)
- Гливице, Польша (28 ноября 2002)
- Кириния, Турецкая Республика Северного Кипра (27 ноября 2003)

## Галерея
- Центр города.
- Мэрия.
- Этнографический музей.
- Румынский коммерческий банк.
- Железнодорожный вокзал.
- Памятник Богдана I.
- Монастырь.
- Православный храм.
- Католический костел.
- Синагога.
- Синагога.

## В филателии
- Почтовая марка Румынии 2013 г., посвящённая 130-летию Еврейского Храма в Рэдэуци
- Почтовая марка Румынии 2013 г., посвящённая 130-летию Еврейского Храма в Рэдэуци